# Weev
Andrew Alan Escher Auernheimer (nacido el 1 de septiembre de 1985), conocido por su seudónimo weev, es un pirata informático estadounidense de sombrero gris. afiliado a la derecha alternativa. El Southern Poverty Law Center lo describe como "un supremacista blanco neonazi" conocido por "una retórica extremadamente violenta que defiende el genocidio de los no blancos". Se ha identificado usando una variedad de alias para los medios, aunque la mayoría de las fuentes proporcionan correctamente su primer nombre como Andrew.
Como miembro del grupo de hackers Goatse Security, Auernheimer expuso una falla en la seguridad de AT&T que comprometía las direcciones de correo electrónico de los usuarios de iPad. Al revelar la falla a los medios de comunicación, el grupo también expuso datos personales de más de 100,000 personas, lo que condujo a una investigación criminal y una acusación por fraude de identidad y conspiración. Auernheimer fue condenado a 41 meses en una prisión federal, de los cuales cumplió aproximadamente 13 meses antes de que la sentencia fuera anulada por un tribunal superior.
En 2016, Auernheimer fue responsable de enviar miles de folletos sobre la supremacía blanca a impresoras no seguras conectadas a Internet en múltiples universidades y otros lugares en los EE.UU. Desde que salió de la cárcel, ha vivido en diversos lugares en Europa del Este y Medio Oriente. En 2017, se informó que actuaba como webmaster del sitio web neonazi The Daily Stormer.

## Inicios en el hacking y trolleo
Auernheimer se adjudicó la responsabilidad de la reclasificación de muchos libros sobre temas gay como pornografía en los servicios de Amazon en abril de 2009. Amazon dijo que no era responsable del incidente. Incluso antes del incidente de Amazon, varias publicaciones de los medios lo describieron en relación con sus actividades de piratería, incluido The New York Times, en el que afirmó ser miembro de un grupo de hackers llamado "The organization", que gana 10 millones de dólares al año. También afirmó ser el dueño de un Rolls-Royce Phantom. Después de que se publicó la historia del Times sobre Auernheimer, los reporteros lo buscaron para comentar sobre historias relacionadas con la piratería informática. Gawker publicó una historia sobre el incidente de piratería de correo electrónico de Sarah Palin y destacó los comentarios de Auernheimer en el título de la historia. También afirmó ser Memphis Two, el asa que se utiliza para engañar a la autora y desarrolladora de juegos Kathy Sierra en respuesta a su reacción "delicada" a recibir comentarios amenazantes en su blog. Memphis Two había publicado una cuenta difamatoria de su carrera en línea, incluidos los cargos de que ella era una ex trabajadora sexual, su domicilio y número de Seguro Social. La publicación instigó un mayor hostigamiento y abuso de Sierra, lo que la llevó a retirarse de la actividad en línea durante varios años.
Es miembro de la Gay Nigger Association of America (GNAA), un grupo de trolling anti-blogging que toma su nombre de la película danesa Gayniggers from Outer Space de 1992. Los miembros de Goatse Security involucrados con el pirateo del iPad también son miembros de GNAA. También fue formalmente presidente de GNAA.

## Violación de datos de AT&T
Auernheimer es un miembro del grupo de expertos en informática conocido como "Goatse Security" que expuso una falla en la seguridad de AT&T que permitió revelar las direcciones de correo electrónico de los usuarios de iPad. Al contrario de lo que afirmaba en primer lugar, el grupo reveló la falla de seguridad a Gawker Media antes de que AT&T hubiera sido notificada y también expuso los datos de 114,000 usuarios de iPad, incluidos los de las celebridades, el gobierno y el ejército. Las acciones del grupo reavivaron el debate público sobre la divulgación de fallas de seguridad. Auernheimer sostiene que Goatse Security utilizó prácticas comunes de la industria y ha dicho que trataban de ser los buenos "we tried to be the good guys". Jennifer Granick de la Electronic Frontier Foundation ha defendido los métodos utilizados por Goatse Security.

### Investigación
El FBI abrió una investigación sobre el incidente, que dio lugar a una denuncia penal en enero de 2011 en virtud de la Ley de fraude y abuso informático.
Poco después de la apertura de la investigación, la casa de Auernheimer en Arkansas fue allanada por el FBI y la policía local. La búsqueda del FBI se relacionó con su investigación de la violación de seguridad de AT&T, pero posteriormente fue detenido por cargos estatales de drogas. La policía alega que, durante la ejecución de la orden de registro relacionada con la violación de AT&T, encontraron cocaína, éxtasis, LSD y productos farmacéuticos. Fue puesto en libertad bajo una fianza de $3,160 en espera del juicio estatal. Después de su liberación bajo fianza, protestó por lo que sostenía que eran violaciones de sus derechos civiles. En particular, disputó la legalidad de la búsqueda de su casa y la denegación de acceso a un defensor público. También solicitó donaciones a través de PayPal, para sufragar los costos legales.
En enero de 2011, todas las acusaciones relacionadas con drogas se retiraron inmediatamente después del arresto de Auernheimer por parte de las autoridades federales. El Departamento de Justicia de los Estados Unidos anunció que se le acusaría de un cargo de conspiración para acceder a una computadora sin autorización y un cargo de fraude. Aunque su coacusado, Daniel Spitler, fue liberado rápidamente bajo fianza, a Auernheimer inicialmente se le negó la fianza debido a su desempleo y la falta de un miembro de la familia para recibirlo. Fue encarcelado en el Centro Federal de Transferencia de Oklahoma City antes de ser liberado con una fianza de $50,000 a fines de febrero de 2011.

### Acusación
Un jurado superior federal en Newark, Nueva Jersey, acusó a Auernheimer de un cargo de conspiración para obtener acceso no autorizado a computadoras y un cargo de robo de identidad en julio de 2011. En septiembre de 2011, fue liberado bajo fianza y fue recaudando dinero para su fondo de defensa legal.
El 20 de noviembre de 2012, Auernheimer fue declarado culpable de un cargo de fraude de identidad y un cargo de conspiración para acceder a una computadora sin autorización.
El 29 de noviembre de 2012, Auernheimer escribió un artículo en Wired titulado "Olvídese de la divulgación: los piratas informáticos deberían guardar agujeros de seguridad", abogando por la divulgación de cualquier exploit de día cero solo a personas que "lo usarán" en aras de la justicia social".
En un artículo de TechCrunch de enero de 2013, comparó su persecución con la de Aaron Swartz, escribiendo

...Aaron dealt with his indictment so badly because he thought he was part of a special class of people that this didn't happen to. I am from a rundown shack in Arkansas. I spent many years thinking people from families like his got better treatment than me. Now I realize the truth: The beast is so monstrous it will devour us all.

Traducción:
... Aarón se ocupó de su acusación tan mal porque pensó que era parte de una clase especial de personas a las que esto no sucedió. Soy de una choza destruida en Arkansas. Pasé muchos años pensando que las personas de familias como la suya recibían un mejor trato que yo. Ahora me doy cuenta de la verdad: la bestia es tan monstruosa que nos devorará a todos.
El 18 de marzo de 2013, Auernheimer fue condenado a 41 meses en una prisión federal y se le ordenó pagar $73,000 en restitución. Justo antes de su sentencia, publicó un hilo de "Pregúntame todo" en Reddit; comentarios como "Espero que me den el máximo, para que la gente se levante y asalte los muelles" y "Me arrepiento de haber sido lo suficientemente amable como para darle a AT&T la oportunidad de parchear antes de dejarle el conjunto de datos a Gawker. La próxima vez no seré tan amable" y fue citado por la fiscalía en el tribunal como justificación de la sentencia al día siguiente.
Más tarde, en marzo de 2013, el abogado de derechos civiles y el profesorado de la Facultad de Derecho de la Universidad George Washington, Orin Kerr, se unieron al equipo legal de Auernheimer, sin cargo alguno.

### Anulación de la condena
Auernheimer estaba cumpliendo su sentencia en la Institución correccional federal, Allenwood Low, una prisión federal de baja seguridad en Pensilvania, y su libertad estaba programada para enero de 2016. El 1 de julio de 2013, su equipo legal presentó un escrito ante el Tribunal de Apelaciones del Tercer Circuito, argumentando que sus condenas debían anularse porque no había violado las disposiciones pertinentes de la Ley de fraude y abuso de computadoras.
El 11 de abril de 2014, el Tercer Circuito emitió una opinión que anulaba la condena de Auernheimer, sobre la base de que el lugar en Nueva Jersey era impropio. Si bien los jueces no abordaron la pregunta de fondo sobre la legalidad del acceso al sitio, se mostraron escépticos respecto de la condena original, y señalaron que no se había eludido las contraseñas y que solo se obtuvo información de acceso público. Fue liberado de prisión el 11 de abril de 2014.

## Después de prisión
En octubre de 2014, Auernheimer publicó un artículo en el blog neonazi The Daily Stormer en el que se reveló como un nacionalista blanco. Mostró fotografías de sus tatuajes, uno en forma de esvástica. Describió su tiempo en prisión como "miles de horas gritando a los Eddas a todo pulmón y garabateando runas en las paredes de concreto". En 2012, le dijo a Gawker que tenía ascendencia judía y también afirmó haberse convertido al mormonismo. De acuerdo con Gawker, "Auernheimer implementa una estrategia retórica peculiar que aprendió a trabajar en su beneficio: anima su conversación con hechos extraños pero verdaderos y referencias históricas; tiene un conocimiento enciclopédico de la historia de la antigua Grecia, las religiones del mundo y el anti-extremismo del gobierno, entre otras cosas, luego te golpea con dudosos detalles sobre su propia vida ".
Según PandoDaily, Auernheimer vivía en el Líbano a partir de 2014 para evitar el enjuiciamiento en los Estados Unidos. En 2016, le dijo a un entrevistador que vivía en Kharkiv, Ucrania. Según el Southern Poverty Law Center, se informó que abandonó Ucrania en 2017 para ir a Tiraspol, la capital de Transnistria, república autoproclamada en Europa del Este.
En octubre de 2015, Auernheimer publicó los nombres de los empleados del gobierno de los Estados Unidos que fueron expuestos por las violaciones de datos de las páginas de citas Adult FriendFinder y Ashley Madison. Le dijo a CNN: "Fui directamente a los empleados del gobierno porque parecen ser los más fáciles de avergonzar".
También ha participado en el lanzamiento de los videos encubiertos de Planned Parenthood, que estaban bajo una orden de restricción temporal. El Washington Post lo citó diciendo que lo hizo "Para los lulz".
En un par de incidentes en 2016, Auernheimer envió volantes adornados con mensajes racistas y antisemitas a miles de impresoras sin seguridad en todo los EE.UU.; se enviaron volantes con esvásticas y la promoción de The Daily Stormer a varias universidades. También instó al asesinato de niños negros y judíos y elogió a Anders Behring Breivik, quien mató a 77 personas en un par de ataques terroristas en Noruega en 2011. Dijo haber usado una herramienta. para buscar en Internet impresoras no seguras, encontrando más de un millón de dispositivos vulnerables.
Una filtración en el correo electrónico de BuzzFeed News en octubre de 2017 reveló que Auernheimer estaba en contacto con el personaje de Breitbart News, Milo Yiannopoulos, quien le había pedido consejo a Auernheimer sobre un artículo sobre el derecho superior. También se reveló que Yiannopoulos había pedido permiso a su editor para que Auernheimer apareciera en su podcast, que fue rechazado porque el editor no quería que Breitbart se asocie con un "racista legítimo".
En 2017, se informó que Auernheimer estaba trabajando como webmaster para The Daily Stormer. A pesar de sus afiliaciones neonazis, la madre de Auernheimer ha declarado que es en parte de ascendencia judía.
Auernheimer ha hecho referencia al eslogan neonazi de Catorce palabras en varias transacciones informáticas. Ha discutido explícitamente el tema en las redes sociales, incluso preguntando a sus partidarios "¿Conoces las 14 palabras?"

## Leer también
- U.S. v. Auernheimer from the Electronic Frontier Foundation
- U.S. v. Auernheimer from the Digital Media Law Project